# Apocheima orientis
Apocheima orientis là một loài bướm đêm trong họ Geometridae.